# Strachomino
Strachomino (deutsch Strachmin) ist ein Dorf in der Woiwodschaft Westpommern in Polen. Es gehört zur Gmina Będzino (Gemeinde Alt Banzin) im Powiat Koszaliński (Kösliner Kreis).

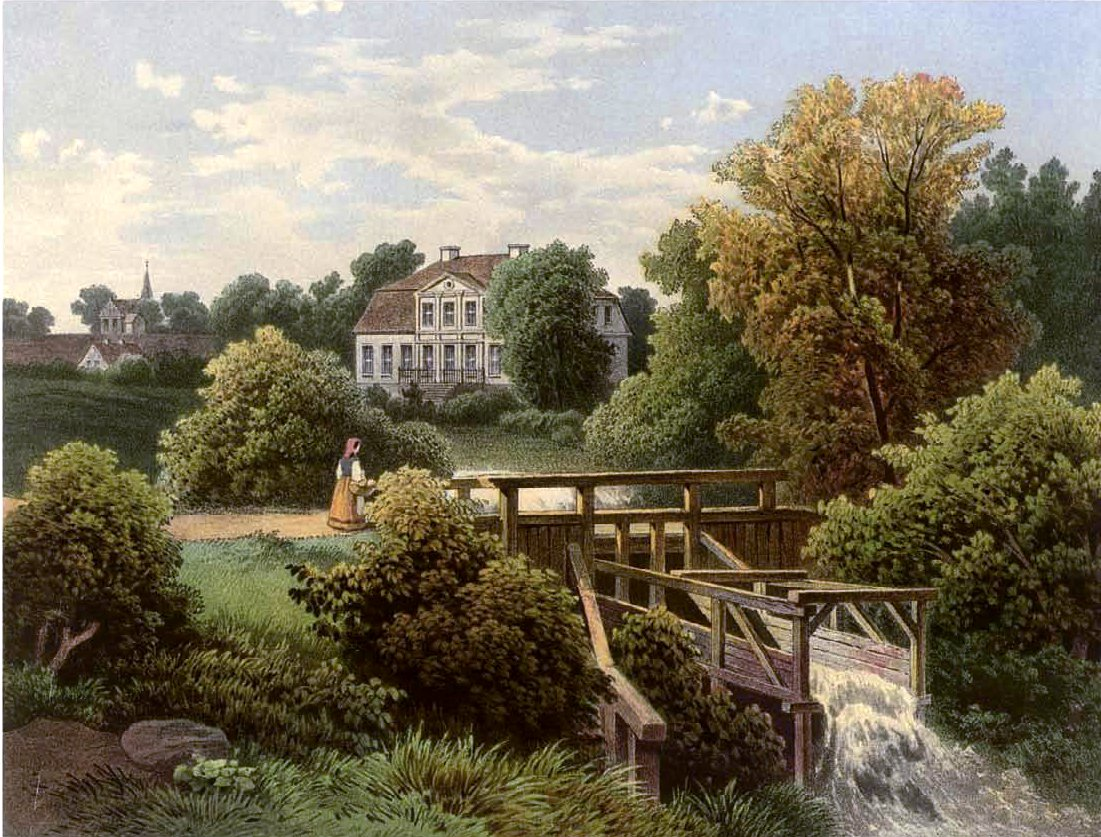
Rittergut Strachmin in der Sammlung Duncker, Lithografie aus dem 19. Jahrhundert

## Geographische Lage
Das Dorf liegt in Hinterpommern, etwa 120 km nordöstlich von Stettin und etwa 20 km östlich von Kolberg.

## Geschichte
Das Dorf wurde urkundlich erstmals im Jahre 1301 im Herzogtum Pommern genannt. Damals verkaufte ein Tessen von Bonin 1/6 des Dorfes „Strachemyn“ an das Kolberger Domkapitel. Im Jahre 1316 wurde ein Krug in Strachmin erwähnt. Die Mühle in Strachmin gehörte den Herren von Strachmin, die davon Abgaben an das Domkapitel entrichteten. Im Jahre 1361 wurde ein Streit um rückständige Abgaben auf die Weise geschlichtet, dass das Domkapitel auf die Abgaben verzichtete und dafür die Herren von Strachmin versprachen, die Bestimmungen der Urkunde von 1301 einzuhalten. Die hier „von Bonin“ und „von Strachmin“ genannten Personen gehörten zur uradligen Familie Kameke.
Strachmin war bis 1788 im Lehnsbesitz der Familie Kameke. Unter den Besitzern war der preußische Staatsmann Paul Anton von Kameke (1674–1717), der in Strachmin geboren wurde und hier starb.
In Ludwig Wilhelm Brüggemanns Ausführlicher Beschreibung des königlich preußischen Herzogtums Vor- und Hinterpommern (1784) ist Strachmin als „Rittersitz“, also als Wohnsitz eines Adligen, unter den adeligen Gütern des Fürstentums Cammin aufgeführt. Strachmin gehörte damals Alexander Friedrich Graf von Kameke, dem Enkel des Staatsmanns Paul Anton von Kameke. Strachmin lag damals „auf der Landstraße von Colberg nach Cöslin“. Es gab hier ein Vorwerk, also den Gutsbetrieb, eine Wassermühle, acht Bauern, sechs Halbbauern, zwei Kossäten, einen Krug und eine Schmiede,  insgesamt 36 Feuerstellen („Haushaltungen“).
Ab 1794 war Strachmin im Besitz der uradligen Familie von Blanckenburg.
Strachmin gehörte zum Kreis Fürstenthum und kam bei dessen Auflösung 1872 zum Kreis Köslin. Seit dem 19. Jahrhundert bestanden in Strachmin ein politischer Gutsbezirk und eine Landgemeinde nebeneinander. Im Jahre 1910 wurden im Gutsbezirk Strachmin 223 Einwohner gezählt, in der Landgemeinde Strachmin 132 Einwohner.
Später wurde der Gutsbezirk in die Landgemeinde eingemeindet. Im Jahre 1925 zählte Strachmin 388 Einwohner in 83 Haushaltungen, im Jahre 1939 353 Einwohner. Bis 1945 bildete Strachmin eine Landgemeinde im Kreis Köslin in der preußischen Provinz Pommern. In der Gemeinde bestand neben Strachmin kein weiterer Wohnplatz.
1945 kam Strachmin, wie alle Gebiete östlich der Oder-Neiße-Linie, an Polen. Der Ortsname wurde zu „Strachomino“ polonisiert.

## Dorfkirche
Die St.-Laurentius-Kirche stammte aus dem Mittelalter. Ihre etwas erhöhte Lage beschrieb Ludwig Wilhelm Brüggemann (1784) als „auf einem hohen Berge“ gelegen. Die Kirche hatte einen Holzturm und einen Stufengiebel am Langhaus. Zum Inventar gehörte ein geschnitzter Flügelaltar.
Die Kirche wurde nach 1945 abgebrochen, der Flügelaltar kam ins Museum.

## Söhne und Töchter des Ortes
- Paul Anton von Kameke (1674–1717), „der große Kamecke“, preußischer Staatsminister und Generalmajor
- Richard von Blanckenburg (1854–1926), preußischer Rittergutsbesitzer und Politiker, Mitglied des Preußischen Herrenhauses